# Thomas Armstrong
Pour les articles homonymes, voir Thomas Armstrong (musicien), Thomas Armstrong (cyclisme) et Armstrong.
Thomas Armstrong (1832–1911) est un peintre et administrateur d'activités artistiques anglais.

## Biographie
Né à Fallowfield, Manchester, le 19 octobre 1832, Thomas Armstrong est le fils aîné de Thomas Armstrong. Éduqué dans une école privée (en) à Tarvin, près de Chester, il apprend le dessin au Manchester Fine Art Academy (en) avec Robert Crozier (en). Ayant décidé de faire carrière dans la peinture, il part pour Paris en 1853, à l'époque du « Paris Gang » formé par George du Maurier, Edward John Poynter et James Abbott McNeill Whistler, qui deviendront les personnages du roman de George du Maurier, Trilby,.

### Artiste
Armstrong a commencé sa formation à l'Académie Suisse puis dans l'atelier de Ary Scheffer. L'été, il rejoignait Jean-François Millet, Karl Bodmer et Charles Jacque à Barbizon. Il a étudié à l'Académie royale des beaux-arts d'Anvers avec Theodore van Lerius (1855-1856), et en 1860, du Maurier le rejoignit à l'Académie des beaux-arts de Düsseldorf où Eduard Bendemann était professeur.
De retour en Angleterre, Armstrong pratique la peinture décorative d'habitations dans le nord, parfois avec son ami Randolph Caldecott. En 1864, il s'établit à Londres, expose régulièrement à la Royal Academy de 1865 à 1877, puis, jusqu'en 1881 à la Grosvenor Gallery (en). Il a aidé Gertrude Jekyll à fonder la Royal School of Needlework.

### Administrateur
En 1881, Armstrong est nommé directeur des arts à South Kensington Museum, succédant à Edward Poynter. Sa nomination eut un effet immédiat sur l'enseignement qui y était donné en raison de sa conviction que l'art et le design réclamaient un enseignement séparé. Il soutint les efforts de Walter Copland Perry (en) pour fournir aux étudiants des modèles de sculpture antique, et fournit les plans pour la création d'un musée de moulages. Il approuva une initiative de Pierre-Adrien Dalpayrat pour développer l'émail sur verre en 1886, et avec sir John Donnelly la School of Art Wood-carving. L'une de ses plus importantes innovations fut d'inviter Walter Crane à donner des conférences à la National Art Training Schools. De la sorte, le mouvement Arts & Crafts put s'implanter dans les institutions publiques.

## Fin de vie
Armstrong prit sa retraite du South Kensington Museum en 1898. Il fut décoré de l'ordre du Bain. Il reprit la peinture. Il réalisa une peinture murale pour l’église de Abbots Langley, à la mémoire de son seul enfant.
Armstrong mourut subitement à Abbots Langley le 24 avril 1911, et y fut enterré.